# Matrice McKinsey
 (août 2023).
Si vous disposez d'ouvrages ou d'articles de référence ou si vous connaissez des sites web de qualité traitant du thème abordé ici, merci de compléter l'article en donnant les références utiles à sa vérifiabilité et en les liant à la section « Notes et références ».

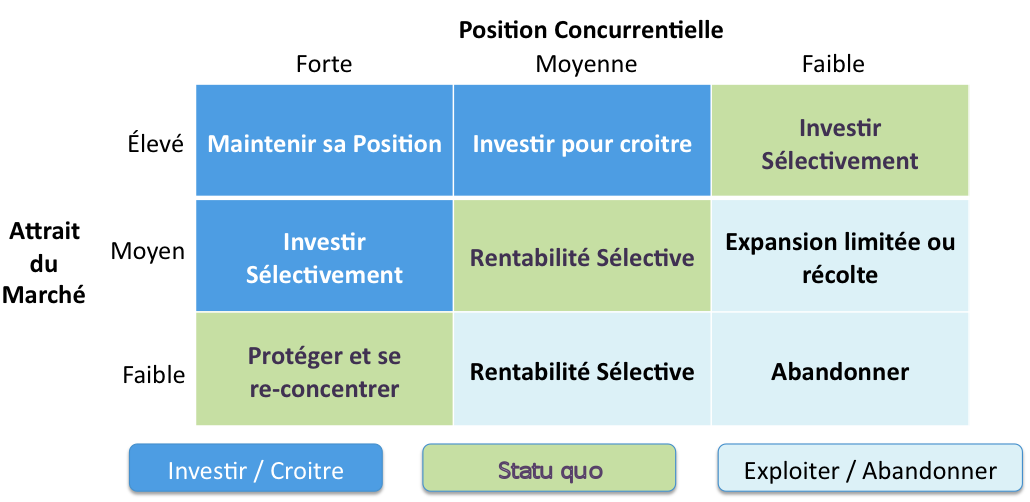
Schéma représentant la matrice McKinsey.

La matrice McKinsey est une matrice de décision stratégique développée par le cabinet de conseil McKinsey & Company, où chaque  DAS (Domaine d'activité stratégique) est analysé à partir de deux dimensions : l’attrait du marché (pour l'entreprise devant prendre une décision) et la position concurrentielle.
L’attrait du marché dépend de sa taille, de sa croissance, de sa rentabilité, des barrières à l’entrée, de l’intensité de la concurrence, du développement des technologies…
La position concurrentielle (les atouts de l'entreprise) dépend de la part de marché de l’entreprise, de l’évolution de cette part de marché, la qualité des produits vendus, la fidélité des clients, la structure des couts…

## Explication du graphe
- La zone bleue correspond au cas où l’attrait du secteur et les compétences de l’entreprise sont importants. Il faut alors investir pour favoriser la croissance.
- La zone verte représente des situations d’attrait moyen. La règle est le statu quo.
- La zone jaune (ou bleu pâle) représente des situations de peu d’intérêt. Il faut alors probablement récolter avant d’abandonner.

La surface des cercles est proportionnelle à la taille du secteur, et la partie colorée représente la part de marché de l’entreprise.
Les flèches représentent la position attendue de chaque DAS à moyen terme (3-5ans).
La matrice McKinsey donne des réponses stratégiques générales mais ne donne pas de stratégie marketing.
Enfin, la matrice McKinsey doit être considérée comme un outil pédagogique et surtout pas comme un cadre de résolution des études de cas proposés dans les épreuves de sélection d'entrée dans les cabinets de conseil.